# Bakusaya
Bakusaya fou una vila i districte de l'est del Tigris durant el període dels abbàssides, a la província persa de Baziyan Khusraw (centre principal la desapareguda ciutat de Bandanidjin). El districte era sovint inclòs en el veí de Badaraya (moderna Badra).
Bakusaya és rellevant perquè el seu nom sembla derivar del siríac Ba Kussaye, és a dir país dels kussaye, els kassu o cassites de les inscripcions babilònies.